# 1971 en mathématiques
| Années des mathématiques : 1968 - 1969 - 1970 - 1971 - 1972 - 1973 - 1974    |
| Décennies des mathématiques : 1940 - 1950 - 1960 - 1970 - 1980 - 1990 - 2000 |

Cet article présente les faits marquants de l'année 1971 en mathématiques.

## Naissances
- 22 janvier : Agata Ciabattoni, logicienne mathématique italienne.
- 24 janvier : Daniel Wise, mathématicien américain.
- 26 avril : Antoine Chambert-Loir, mathématicien français.
- 18 juin : Josselin Garnier, mathématicien français.
- 9 juillet : Karen D. King (morte en 2019), mathématicienne américaine.
- 10 juillet : Rüdiger Gamm (mort en 2006), mathématicien allemand "Calculateur prodige".
- 21 juillet : Luca Trevisan (mort en 2024), mathématicien et informaticien italien.
- 4 août : Vanesa Magar Brunner, mathématicienne mexicaine.
- 20 août : Susanne Teschl, mathématicienne autrichienne.
- 23 août : Randal Douc, mathématicien français.
- 25 septembre : Nicolas Gauvrit, psychologue et mathématicien français spécialisé en science cognitive.
- 29 septembre : Anna-Karin Tornberg, mathématicienne suédoise.
- 29 octobre : Daniel J. Bernstein, mathématicien cryptologue et informaticien américain d'origine allemande.
- 5 novembre : Tian Ye, mathématicien chinois.
- 7 novembre : Bernhard Lamel, mathématicien autrichien.
- 16 décembre : Xavier Buff, mathématicien français.

- Mircea Mustață, mathématicien roumain.
- Stefanie Petermichl, mathématicienne allemande.

## Décès
- 8 février : Louis Antoine (né en 1888), mathématicien français.
- 7 mars : Richard Montague (né en 1930), mathématicien et philosophe américain.
- 11 avril : Chen Jiangong (né en 1893), mathématicien chinois.
- 12 avril : Wolfgang Krull (né en 1899), mathématicien allemand.
- 18 mai : Aleksandr Kurosh (né en 1908), mathématicien soviétique.
- 3 juin : Heinz Hopf (né en 1894), mathématicien allemand.
- 8 juillet : Kurt Reidemeister (né en 1893), mathématicien allemand.
- 23 septembre : James Waddell Alexander II (né en 1888), mathématicien américain.
- 14 octobre : Norman Steenrod (né en 1910), mathématicien américain.
- 1er novembre : Leonard Savage (né en 1917), mathématicien et statisticien américain.
- 14 novembre : Hanna Neumann (née en 1914), mathématicienne germano-anglo-australienne.
- 15 décembre : 
  - Anne Cobbe (nér en 1920), mathématicienne britannique.
  - Paul Lévy (né en 1886), mathématicien français.